# Dorando Pietri

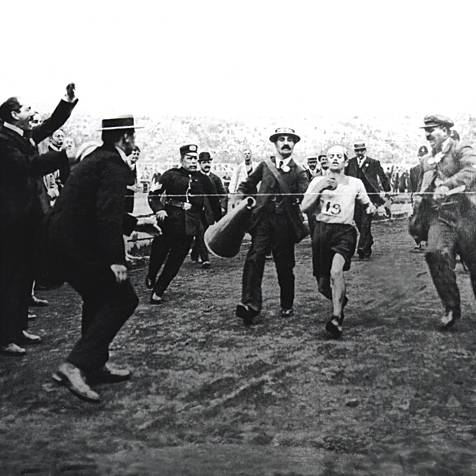
Pietri v cíli londýnského maratónu, po jeho pravici A. C. Doyle

Dorando Pietri (16. října 1885, Correggio — 7. února 1942, San Remo) byl italský maratónec, známý svým vystoupením na olympiádě 1908, díky němuž bývá označován za největšího poraženého olympijské historie.
Pietri byl původním povoláním cukrář, od roku 1904 se amatérsky věnoval atletice. Byl mistrem Itálie v běhu na 5 km, vyhrál závod na 30 km v Paříži, účastnil se také athénských meziher 1906, kde z prvního místa maratónského běhu musel pro zdravotní potíže odstoupit. Před londýnským olympijským maratónem, konaným 24. července 1908, nebyl pouhých 159 cm měřící Dorando Pietri pokládán za favorita a také začal poměrně zvolna, ale postupně se propracovával dopředu, na 32. kilometru dohnal vedoucího Jihoafričana Charlese Hefferona a tři kilometry před cílem ho předběhl (Hefferonovi se údajně udělalo zle poté, co se posilnil sklenicí šampaňského). Ve finiši se však na něm projevily následky závěrečného zrychlení, byl dezorientovaný (v bráně olympijského stadionu zamířil opačným směrem a pořadatelé ho museli vrátit na trať), potácel se a čtyřikrát upadl; závěrečných 350 metrů zdolával skoro deset minut. Když se v cílové rovince objevil druhý v pořadí John Hayes, 75 000 domácích fanoušků spustilo křik, aby nevyhrál nenáviděný Američan, načež traťoví komisaři (byl mezi nimi i slavný spisovatel Arthur Conan Doyle) Pietriho zvedli ze země a doslova dostrkali do cílové pásky. To byla ovšem nedovolená pomoc a rozhodčí museli Pietriho diskvalifikovat.
Dorando Pietri se stal hrdinou londýnského obecenstva, královna Alexandra Dánská mu dala pozlacený stříbrný pohár, A. C. Doyle vyhlásil sbírku ve prospěch závodníka, na níž se sešlo přes 300 liber šterlinků. Irving Berlin složil oslavnou píseň Dorando, v listopadu 1908 se konal v Madison Square Garden odvetný exhibiční závod mezi Pietrim a Hayesem, ve kterém Ital vyhrál. Poté zahájil úspěšnou kariéru profesionálního vytrvalce, v níž vyhrál 17 z 22 závodů. V květnu 1910 vytvořil v Buenos Aires světový maratónský rekord časem 2 hodiny 38 minut. Se sportem skončil roku 1911 a za vydělané peníze si zřídil hotel, který však po čase zkrachoval. Od roku 1923 až do své smrti na infarkt v roce 1942 pracoval jako automechanik.